# André Jacquot
Pour les articles homonymes, voir Jacquot.
 (février 2016).
Si vous disposez d'ouvrages ou d'articles de référence ou si vous connaissez des sites web de qualité traitant du thème abordé ici, merci de compléter l'article en donnant les références utiles à sa vérifiabilité et en les liant à la section « Notes et références ».
André Jacquot, né le 4 juillet 1906 à Paris et mort le 16 mars 1959 dans cette même ville, est un militant communiste et résistant français.

## Biographie
Ouvrier dans la Sarthe, André Jacquot s'enrôle dans les Brigades internationales en 1936, et y gagne le grade de commandant. Il combat jusqu'à la fin de l'année 1938 avant de rentrer en France.
Il travaille alors pour la commune d'Ivry-sur-Seine jusqu'à sa mobilisation en septembre 1939. Il est libéré de ses obligations militaires en novembre 1940 et retrouve son travail à Ivry.
Il s'engage alors dans la Résistance, dans la suite de Fernand Zalkinow, dont la sœur, Rachel, est sa compagne. Dans la clandestinité à partir de la fin de l'année 1941, il est condamné à mort par contumace en février 1942.
En mai, il est affecté, sous la direction de Marius Bourbon, au détachement Valmy. Dans ce cadre, il est responsable de l'exécution de Raymond Sautereau et participe à d'autres opérations comme l'exécution d'André Clément, l'attentat contre le cinéma Olympia de Clichy, la tentative d'exécution d'Elie Ventura, l'attentat contre l'Hôtel Bristol en août 1942, etc.
Après cette date, il est nommé délégué militaire des FTP de la zone sud, c'est-à-dire chef militaire de ce réseau de résistance pour la région sud. Son travail est alors essentiellement consacré à créer les conditions du rassemblement des forces de la résistance. Il est notamment en contact avec Jean Moulin.
En décembre 1943, il participe à la mise en place de l'état-major unifié des Forces françaises libres (FFI) en zone sud.
Victime de la trahison d'un agent infiltré, Lucien Iltis, il est arrêté en mai 1944 et déporté au camp de concentration de Dachau.
Libéré, il est de retour en France en août 1945 et y apprend la mort en déportation de son épouse. Il est alors intégré dans les forces armées avec le grade de lieutenant-colonel.
Dans les mois qui suivent, cependant, son action pendant la résistance est fortement contestée par la commission politique de contrôle du Parti communiste français, et Jacquot est « suspendu » du parti pour deux ans. Il est ensuite mis à l'écart de toute responsabilité politique. Cette période difficile le conduit à se réfugier dans l'alcoolisme.

## Distinctions
André Jacquot a été nommé chevalier de la Légion d’honneur et il était titulaire de la Croix de Guerre avec palmes et rosette de la Résistance (deux citations).